# Born Naked
Albums de RuPaul
Glamazon
(2011) Realness
(2015)
Singles
1. Geronimo
Sortie : 24 février 2014
2. Sissy That Walk
Sortie : 12 mai 2014
3. Modern Love
Sortie : 18 mai 2015

Born Naked est le sixième album studio de la drag queen américaine RuPaul, sorti le 24 février 2014.

## Liste des chansons
| 1.    | Freaky Money (en duo avec Big Freedia)           | Lucian Piane | 3:03 |
| 2.    | Sissy That Walk                                  | Piane        | 3:32 |
| 3.    | Geronimo (en duo avec Lucian Piane)              | Piane        | 3:42 |
| 4.    | Dance With U                                     | Piane        | 3:52 |
| 5.    | Adrenaline (en duo avec Myah Marie)              | Piane        | 4:32 |
| 6.    | Can I Get An Amen (en duo avec Martha Wash)      | Piane        | 3:28 |
| 7.    | Fly Tonight (en duo avec Frankmusik)             | Piane        | 4:08 |
| 8.    | Modern Love                                      | Piane        | 4:49 |
| 9.    | Let The Music Play (en duo avec Michelle Visage) | Piane        | 3:46 |
| 10.   | Born Naked (en duo avec Clairy Browne)           | Piane        | 3:23 |
| 38:15 |                                                  |              |      |

## Classements musicaux
| Classements (2014)                   | Meilleure position |
| ------------------------------------ | ------------------ |
| Canada Albums Chart                  | 176                |
| US Billboard Dance/Electronic Albums | 4                  |
| US Billboard Independent Albums      | 18                 |
| US Billboard Billboard 200           | 85                 |

## Historique de sortie
| Région | Date            | Label     | Format         | Édition  |
| ------ | --------------- | --------- | -------------- | -------- |
| Monde  | 24 février 2014 | RuCo Inc. | Téléchargement | Standard |
| Monde  | May 5, 2014     | RuCo Inc. | Téléchargement | Deluxe   |